# Robert Agnew
Robert Agnew (* 1. Dezember 1953 in Atlantic City, New Jersey) ist ein US-amerikanischer Soziologe und Kriminologe. Er entwickelte mit der General Strain Theory einen international rezipierten Erklärungsansatz für kriminelles Handeln.

## Werdegang
Agnew studierte von 1971 bis 1975 an der Rutgers University in New Brunswick, New Jersey, und erwarb den akademischen Grad B.A. mit den höchsten Auszeichnungen für Leistungen im Fach Soziologie. Er setzte das Studium von 1976 bis 1980 an der University of North Carolina in Chapel Hill fort und erwarb dort 1978 den M.A.-Titel. In seiner Examensarbeit hatte er sich bereits mit der Anomietheorie auseinandergesetzt. Mit seiner Dissertation „A Revised Strain Theory of Delinquency“ schuf er die Grundlage für die Fortschreibung dieser Theorie. Agnew wurde 1980 zum Ph.D. promoviert und im selben Jahr  Assistenzprofessor und 1982 Professor für Soziologie an der Emory University in Atlanta. 2013 amtierte er als Präsident der American Society of Criminology.

## General Strain Theory
Mit seiner General Strain Theory entwickelte Agnew die Anomietheorie weiter. Im Gegensatz zu Robert K. Merton sieht Agnew neben der gesellschaftlichen Ziel-Mittel-Diskrepanz auch drei Typen sozialer Belastung (strain) auf der Ebene individueller Akteure: Die wahrgenommene Unmöglichkeit, positiv besetzte Ziele zu erreichen; das Erleben des Entzugs positiv bewerteter Stimuli; die Konfrontation mit negativen Stimuli. Die daraus resultierende Verärgerung und Enttäuschung begünstige die Bereitschaft zu kriminellen Handlungen.

## Schriften (Auswahl)
- Herausgeber mit Nikos Passas: The future of anomie theory. Northeastern University Press, Boston 1997, ISBN 1-55553-321-3.
- Juvenile delinquency. Causes and control. 3. Auflage. Oxford University Press, New York 2009, ISBN 978-0-19-537113-0.
- Herausgeber mit  Joanne M. Kaufman: Anomie, strain and subcultural theories of crime. Burlington, VT: Ashgate, Farnham 2010, ISBN 978-0-7546-2912-2.
- Herausgeber mit Francis T. Cullen: Criminological theory. Past to present: essential readings. 4. Auflage. Oxford University Press, New York 2011, ISBN 978-0-19-538955-5.
- Pressured Into Crime: An Overview of General Strain Theory. Oxford University Press, New York 2005, ISBN 0-19-533075-7.
- Why Do Criminals Offend?: A General Theory of Crime and Delinquency. Oxford University Press, New York 2004, ISBN 0-19-533046-3.